# Max Bastin
Pour les articles homonymes, voir Bastin.
Max Bastin (Huy le 19 décembre 1919 - 16 mars 1971) est une personnalité belge, un militant du Mouvement ouvrier chrétien (MOC) et un militant wallon. 
Licencié en histoire de l'Université de Liège, il enseigne cette discipline de 1943 à 1944, à l'Athénée de Huy, dont il est un ancien élève.
Il œuvra une grande partie de sa vie à ce que l'on appela dans les années 1960 et 1970, le Rassemblement des progressistes soit la réunion de l'aile chrétienne, de l'aile socialiste et de l'aile communiste du mouvement ouvrier.

## Résistance
Résistant, secrétaire de l'Armée secrète[réf. nécessaire], il est employé dans ses fraternelles jusqu'en 1953. Il milite à l'UDB. Par André Oleffe, il entre en contact avec le MOC.Vice-Président du MOC du Brabant Wallon, il est engagé au quotidien La Cité dont il devient le rédacteur en chef en 1955 où il remplace William Ugeux.

## Décolonisation
Deux ans plus tard il devient, au Congo, le directeur du Courrier d'Afrique, publication de Léopoldville liée à la CSC qu'il a pour mission mission d' africaniser. Lors de l'indépendance du Congo en 1960, il démissionne et ce sont des journalistes congolais qui le dirigeront. Il est ensuite attaché de cabinet du Ministre des Affaires africaines puis des Communications.

## La démocratisation de l'enseignement
À l'issue de la Semaine sociale wallonne, du MOC en 1961, il crée le Centre d'information et d'éducation populaire (CIEP), en devient le directeur. Il créera ensuite. l'Institut Supérieur de Culture Ouvrière (ISCO), un organisme dont le but est de démocratiser l'enseignement et de former les militants ouvriers chrétiens. En 1967, il crée la Fondation Travail-Université (FTU), dont les buts sont aussi de rapprocher le monde ouvrier de l'université.  La FTU sera le résultat d'actions conjuguées du Mouvement Ouvrier Chrétien, de l'Université Catholique de Louvain et des autres universités catholiques francophones. Avec l'aide de Monseigneur Massaux et de Victor Michel, le résultat le plus frappant de la FTU sera la création en 1973 de la Faculté Ouverte de Politique Economique et Sociale (FOPES) à l'Université Catholique de Louvain qui s'adresse aux adultes qui ont une expérience professionnelle ou militante dans les domaines sociaux et politiques.

## Rassemblement des progressistes et autonomie wallonne
De 1962 à 1970, il assume également de nombreuses autres fonctions au sein du MOC. Il fait partie des organisateurs des Semaines Sociales Wallonnes, où il intervient souvent. Il est également membre du Conseil d'Administration des Éditions Vie Ouvrière. Il collabore également à l'équipe de La Revue Nouvelle.
À la fin des années 1960 dans la foulée de la Grève générale de l'hiver 1960-1961, il se lance dans l'aventure du Rassemblement des progressistes. Militant wallon, Il désire aussi un tournant à gauche du MOC, qui se concrétisera en 1969 par la création d'Objectif 72 Bruxelles-Wallonie où se retrouvent plusieurs démocrates-chrétiens et quelques socialistes. Avec Jacques Yerna de la FGTB, qui préside le Mouvement populaire wallon, il fonde le groupe qui portera son nom après sa mort, le Groupe B-Y (Bastin-Yerna), qui réunit les gauches chrétienne et socialiste afin de construire une vision commune de l'avenir de la Wallonie et ce indépendamment des rivalités de partis. Il meurt le 16 mars 1971. Le travail qu'il avait commencé à mener débouchera sur les livres Quelle Wallonie ? Quel socialisme ? (1971 et 1975), sorte de programme commun de la gauche en Wallonie.
L'Université catholique de Louvain a fondé une Chaire Max Bastin.